# Antiguanisch-portugiesische Beziehungen
Die antiguanisch-portugiesischen Beziehungen umfassen das zwischenstaatliche Verhältnis zwischen Antigua und Barbuda und Portugal. Seit 1983 unterhalten sie direkte diplomatischen Beziehungen.
Im Jahr 2016 waren fünf antiguanische Staatsbürger in Portugal gemeldet, vier im Distrikt Porto und einer im Großraum Lissabon. Im Jahr 2017 waren keine in Antigua und Barbuda lebenden Portugiesen bei portugiesischen Behörden vermerkt.

## Geschichte

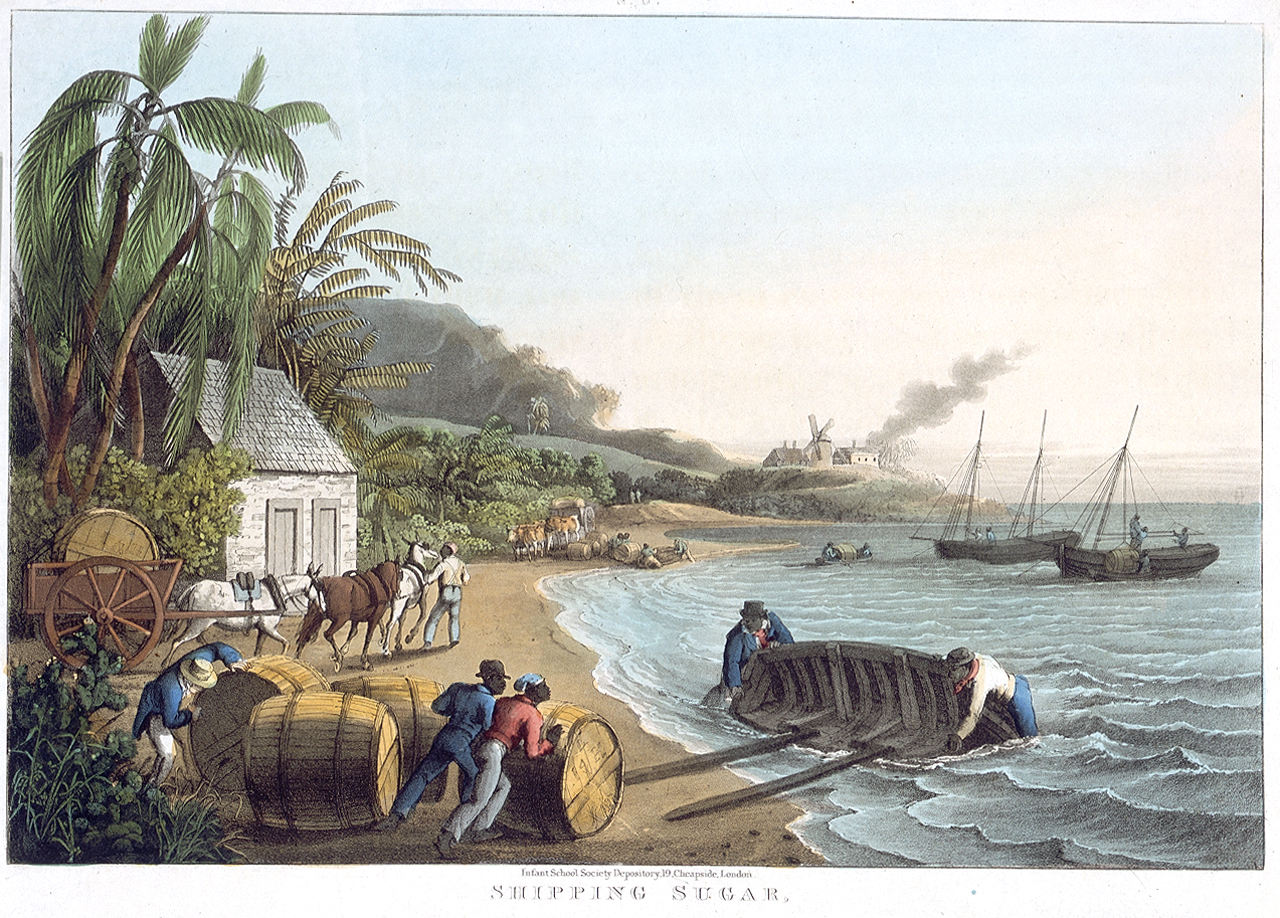
Verladen von Zucker auf Antigua: die Sklaven für die Plantagenarbeit auf Antigua und Barbuda kamen anfangs vor allem aus dem portugiesischen Sklavenhandel

Die Inseln des heutigen Antigua und Barbuda wurden 1493 von Christoph Kolumbus für Spanien entdeckt. Gemäß dem Vertrag von Tordesillas fielen sie in die spanische Sphäre und wurde somit Spanische, später Britische Kolonie. Somit kamen nur selten Portugiesen hierher. Jedoch kamen eine Vielzahl Sklaven für die Plantagenwirtschaft auf Antigua und Barbuda über den Atlantischen Sklavenhandel, der lange in überwiegend portugiesischer Hand lang.
Mit der Flucht der jüdischen Marranen aus Portugal gingen Anfang des 16. Jahrhunderts zahlreiche dieser Sepharden nach Nordeuropa. Aus diesen sephardischen Gemeinden wanderten in Schüben auch Gruppen in die Karibik aus, insbesondere im 17. Jahrhundert. Portugiesische Marranen kamen so vermutlich auch nach Antigua und Barbuda.
Antigua und Barbuda erlangte am 1. November 1981 seine vollständige Unabhängigkeit von Großbritannien. Am 20. März 1983 gingen Antigua und Barbuda und Portugal diplomatische Beziehungen ein. Als erster portugiesischer Botschafter in Antigua und Barbuda akkreditierte sich am 2. Oktober 1984 Pedro Martim da Cunha Vieira, Portugals Vertreter in Venezuela. Antigua und Barbuda gehört seither zum Amtsbezirk der portugiesischen Botschaft in der venezolanischen Hauptstadt Caracas.

## Diplomatie
Antigua und Barbuda führt keine eigene Botschaft in Portugal, für das Land ist seine europäische Vertretung in London zuständig. Antiguanische Konsulate bestehen in Portugal keine.
Portugal unterhält ebenfalls keine eigene Botschaft in Antigua und Barbuda, das zum Amtsbezirk der portugiesischen Botschaft in Venezuela gehört. In der antiguanischen Hauptstadt Saint John’s unterhält Portugal ein Honorarkonsulat.

## Wirtschaft

Portugiesische Raffinerie in Leça da Palmeira: Treibstoffe sind das bedeutendste Handelsgut zwischen Portugal und Antigua und Barbuda

Das antiguanisch-portugiesische Handelsvolumen im Jahr 2016 betrug 552.000 Euro (2015: 556.00 Euro, 2014: 403.000 Euro, 2013: 295.000 Euro, 2012: 893.000 Euro), mit einem Handelsbilanzüberschuss von 96.000 zu Gunsten Antigua und Barbudas,  im Vorjahr waren es noch 462.000 Euro zu Gunsten Portugals (2014: 401.000 Euro).
Im Jahr 2016 exportierte Portugal Waren im Wert von 228.000 Euro nach Antigua und Barbuda (2015: 509.000; 2014: 402.000; 2013: 75.000; 2012: 825.000), davon 24,1 % textile Verbundstoffe (vor allem Taue und Kabel), 23,8 % Treibstoffe, 16,4 % Minerale und Erze, und 14,9 % Kork.
Im gleichen Zeitraum lieferte Antigua und Barbuda Güter im Wert von 324.000 Euro an Portugal (2015: 47.000; 2014: 1.000; 2013: 220.000; 2012: 68.000), davon 78,4 % Treibstoffe und 21,6 % Maschinen und Geräte.
Damit stand Antigua und Barbuda für den portugiesischen Außenhandel an 169. Stelle als Abnehmer und an 166. Stelle als Lieferant, im antiguanischen Außenhandel rangierte Portugal an 58. Stelle als Abnehmer und an 59. Stelle als Lieferant.
Die portugiesische Außenhandelskammer AICEP unterhält keine Niederlassung in Antigua und Barbuda, das AICEP-Büro in Caracas ist hier zuständig.